# اسپرینگ ولی (شهرستان مانیتووک ویسکانسین)
اسپرینگ ولی (به انگلیسی: Spring Valley) یک منطقهٔ مسکونی در ایالات متحده آمریکا است که در شهرستان منیواک، ویسکانسین واقع شده‌است. اسپرینگ ولی ۲۳۱٫۰۴ متر بالاتر از سطح دریا واقع شده‌است.